# Rudolf Benze
Rudolf Benze (* 23. Oktober 1888 in Ildehausen; † 8. Oktober 1966 in Göttingen) war ein deutscher Pädagoge, Ministerialbeamter und NS-Funktionär.

## Leben
Der Sohn eines Kantors legte 1907 in Braunschweig das Abitur ab und studierte bis 1912 in Göttingen, Halle und München Klassische Philologie und Geschichte auf Lehramt. 1912 legte er die Staatsprüfung für Geschichte, Latein und Griechisch ab. Er nahm am Ersten Weltkrieg teil und wurde im Januar 1915 zum Leutnant befördert. Nach einer Erkrankung wurde er als Gerichtsoffizier in Braunschweig eingesetzt und 1917 entlassen.
Von 1917 bis 1927 unterrichtete er am Reformrealgymnasium in Braunschweig. Er promovierte 1928 an der Universität Halle (Saale) in Geografie und wurde 1929 zum Oberstudienrat befördert. Er wurde kommissarischer Schulleiter in Schöningen, dort aber aus politischen Gründen entlassen, und 1932 Oberstudiendirektor in Bad Gandersheim. 1932 stieg er zum Stadtrat für Schul- und Kulturfragen in Braunschweig auf.
Benze engagierte sich bereits früh in den völkisch ausgerichteten Organisationen Nordischer Ring und Werkbund für die Deutsche Volkstums- und Rasseforschung. Er wurde 1925 Mitglied der Deutschen Volkspartei. Zum 1. Februar 1932 trat er in die NSDAP ein (Mitgliedsnummer 877.693). Im Oktober 1931 trat er in den NS-Lehrerbund ein, in welchem er Leiter der Fachschaft (Gauobmann) für Lehrer an Höheren Schulen wurde.
Im Juli 1933 wurde Benze als Hilfsarbeiter und Generalreferent in das Preußische Kultusministerium berufen und im selben Jahr zum Oberregierungsrat ernannt. 1934 übernahm er als Ministerialrat im Reichserziehungsministerium unter Bernhard Rust in der Abteilung „Höhere Schulen“ (Leiter Loepelmann) das Referat Grundsatz. Dort trat er für eine radikale Bildungsreform auf rassischer Grundlage ein: So wollte er die Biologie zum Kernfach machen, dagegen die Fremdsprachen bis auf den Englischunterricht abschaffen. 1935/36 war er auch zuständig für die Zulassung von Schulbüchern. Er gehörte dem Führerrat der Gesellschaft für Deutsche Bildung an und gab die NSLB-Zeitschrift Die Deutsche Höhere Schule heraus. 1935 wurde er außerdem HJ-Bannführer im Stab des Reichsjugendführers. Ab März 1936 fungierte Benze als HJ-Verbindungsführer zum Reichserziehungsministerium, zuständig für den Bereich Jugendwandern, zugeordnet dem Amt für Fahrten und Wandern. Zugleich arbeitete er in der Forschungsgemeinschaft Deutsches Ahnenerbe, unter anderem an der Pflegestätte für Germanenkunde in Detmold. Wegen Konflikten mit NSLB-Leiter Fritz Wächtler wurde Benze 1936 als Fachschaftsleiter Höhere Schulen im NSLB abgelöst und durch den Bayreuther Schulleiter Karl Frank ersetzt, im Ministerium verlor er die Abteilungsleitung 1937.
1938 übernahm Benze die Leitung im Zentralinstitut für Erziehung und Unterricht im Reichserziehungsministerium. Damit war er zuständig für die Lehrerfortbildung, die er rassenpolitisch ausrichten wollte. 1939 trat er in die SS ein und erreichte dort 1939 den Rang eines SS-Sturmbannführers. Bis Juni 1941 war er Führer beim Stab des SS-Hauptamtes und bis Dezember 1942 beim Stab der Dienststelle Obergruppenführer Heißmeyer. In der Dienststelle Heißmeyer übte er die Kontrolle über die NAPOLA mit aus. Danach war er wieder Führer beim Stab des SS-Hauptamtes und arbeitete mit dem Reichssicherheitshauptamt zusammen. Auch wurde er 1941 bis 1943 Reichskommissar für die deutsche Schule in Istanbul.
Nach Kriegsende wurde Benze 1947 von den Briten interniert, aber 1948 freigesprochen. Später wirkte er als Heimatforscher in Göttingen. Er gehörte der Pestalozzi-Gesellschaft an und gehörte zu den Mitbegründern der Gauß-Gesellschaft, deren Vorstand er auch angehörte.

## Schriften (Auswahl)
- Rasse und Schule. Appelhans Verlag, Braunschweig 1934, DNB 572232845.
- Geschichte im Rassenkampf. In: Volk und Wissen. Band 17. Brehm Verlag, Berlin 1934, DNB 578850915.
- Erziehung im Großdeutschen Reich. Diesterweg, Frankfurt am Main 1939, DNB 572232829.
- Böhmen und Mähren im Werden des Reiches – Schulerziehung in Böhmen und Mähren. Verlag Volk und Reich, Prag 1943.